# François Neuville
François Neuville, bijg. het Everzwijn,  (Mons-Crotteux, 24 november 1912 - Dadizele, 12 april 1986) was een Belgisch wielrenner.
Neuville was beroepsrenner van 1935 tot 1949. Hij was een schoonzoon van renner Jules Masselis.

## Belangrijkste overwinningen
1936
- 3e in Ronde van Vlaanderen

1938
- etappe 4b en eindklassement Ronde van België
- etappe 20b in Ronde van Frankrijk

1942
- 4e etappe en eindklassement in Circuit de France

1948
- 3e in Parijs-Brest-Parijs

## Resultaten in voornaamste wedstrijden
| \| Jaar \| Ronde van Italië \| Ronde van Frankrijk \| Ronde van Spanje \| \| ---- \| ---------------- \| ------------------- \| ---------------- \| \| 1935 \| \| opgave \| \| \| 1936 \| \| 19e \| \| \| 1938 \| \| 17e (1) \| \| \| 1939 \| \| 27e \| \|(*) tussen haakjes aantal individuele etappe-overwinningen |                  |                     |                  |
| Jaar | Ronde van Italië | Ronde van Frankrijk | Ronde van Spanje |
| 1935 |                  | opgave              |                  |
| 1936 |                  | 19e                 |                  |
| 1938 |                  | 17e (1)             |                  |
| 1939 |                  | 27e                 |                  |